# Halter (Sportgerät)

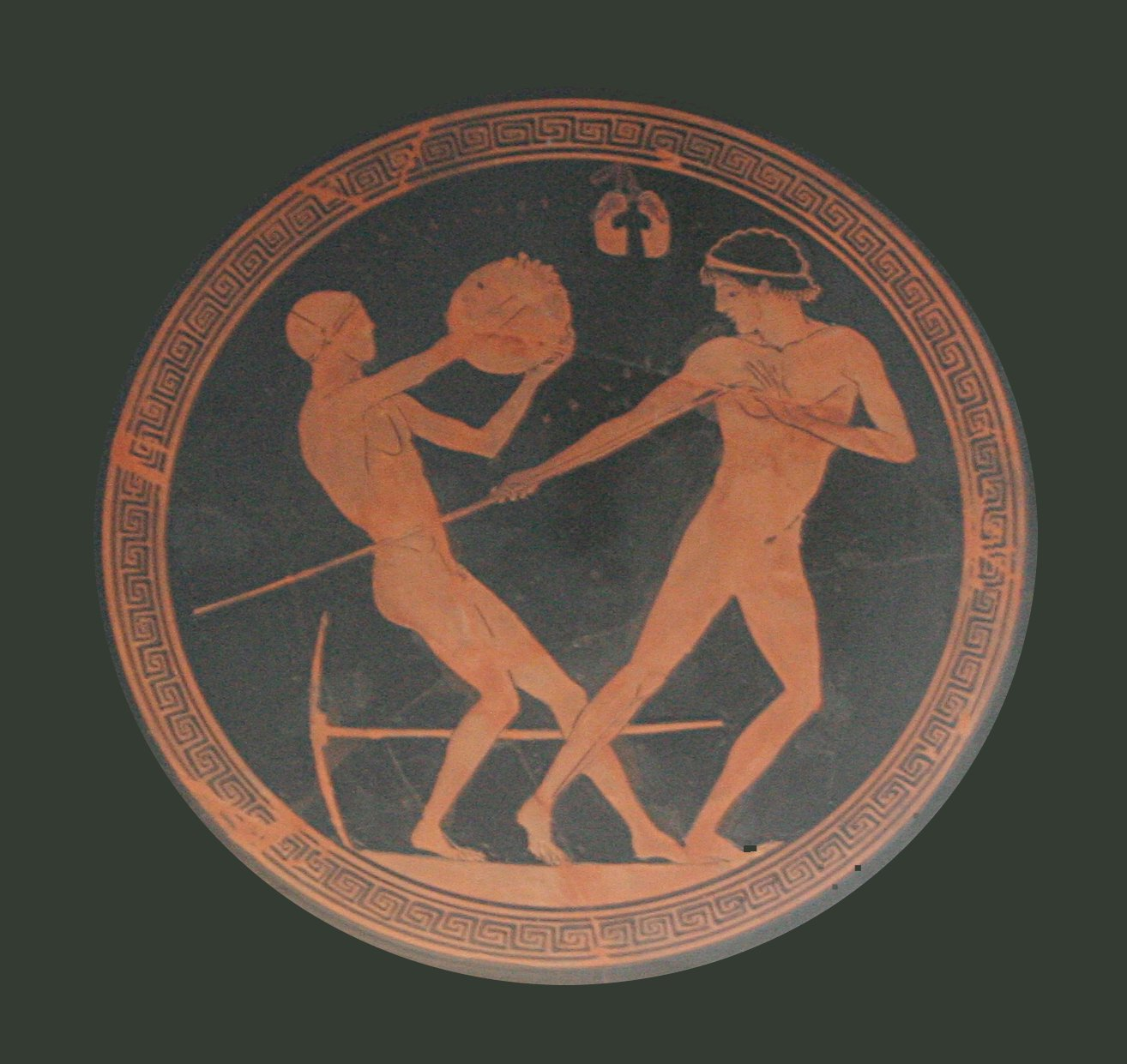
Pentathlon-Athleten auf einer attisch-rotfigurigen Kylix, im Hintergrund oben die zusammengebundenen Halteres. Onesimos, um 490 v. Chr.

Ein Halter (Plural Halteres, altgriechisch ἁλτήρ, Plural ἁλτῆρες, von ἅλλομαι hállomai „springen“) war ein Sportgerät in der Antike, das sowohl als Gewicht zur Verstärkung des Schwungs beim Weitsprung (Sprunggewicht) als auch als Hantel zum Muskeltraining diente.

## Verwendung

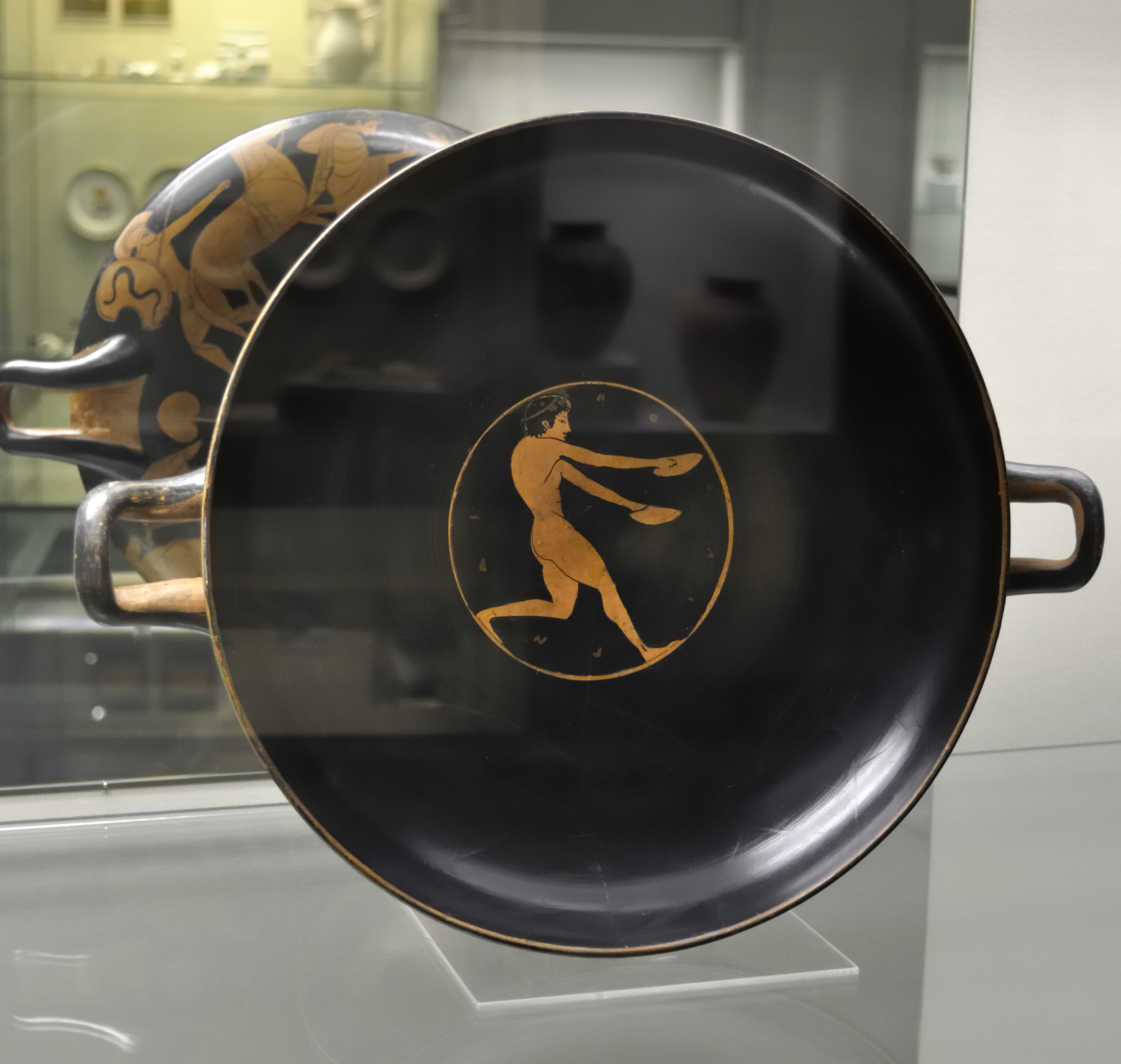
Athlet mit nach vorne schwingenden Halteres auf einer attisch-rotfigurigen Schale (Euergides-Maler, letztes Viertel des 6. Jahrhunderts v. Chr.)

Halteres als Sprunggewichte wurden immer paarweise verwendet und trugen, da der Weitsprung aus einer Abfolge mehrerer aufeinanderfolgender Sprünge aus dem Stand oder mit nur kurzem Anlauf ausgeführt wurde, erheblich zum Ergebnis bei. Der Weitsprung wurde insbesondere bei den Olympischen Spielen im Rahmen des Pentathlon ausgeübt. Aus bildlichen Darstellungen und vereinzelten literarischen Erwähnungen wurde erschlossen, dass die Athleten die Halteres beim Absprung nach vorne schwangen und während der letzten Sprünge der Sprungfolge fallen ließen. 
Einheitliche Maße und Gewichte gab es nicht, mitunter hatte ein Halter ein anderes Gewicht als sein Gegenstück. Jeder Athlet besaß seine eigenen Halteres, was vermutlich der Grund dafür ist, dass sie von siegreichen Pentathleten relativ häufig als Weihegaben dargebracht wurden. Aufbewahrt wurden sie zusammengebunden an der Wand hängend.

## Formen
Die erhaltenen Originale und Darstellungen in der Vasenmalerei zeigen drei verschiedene Grundformen: eine Kolbenform, eine sphäroide und eine zylindrische Form.

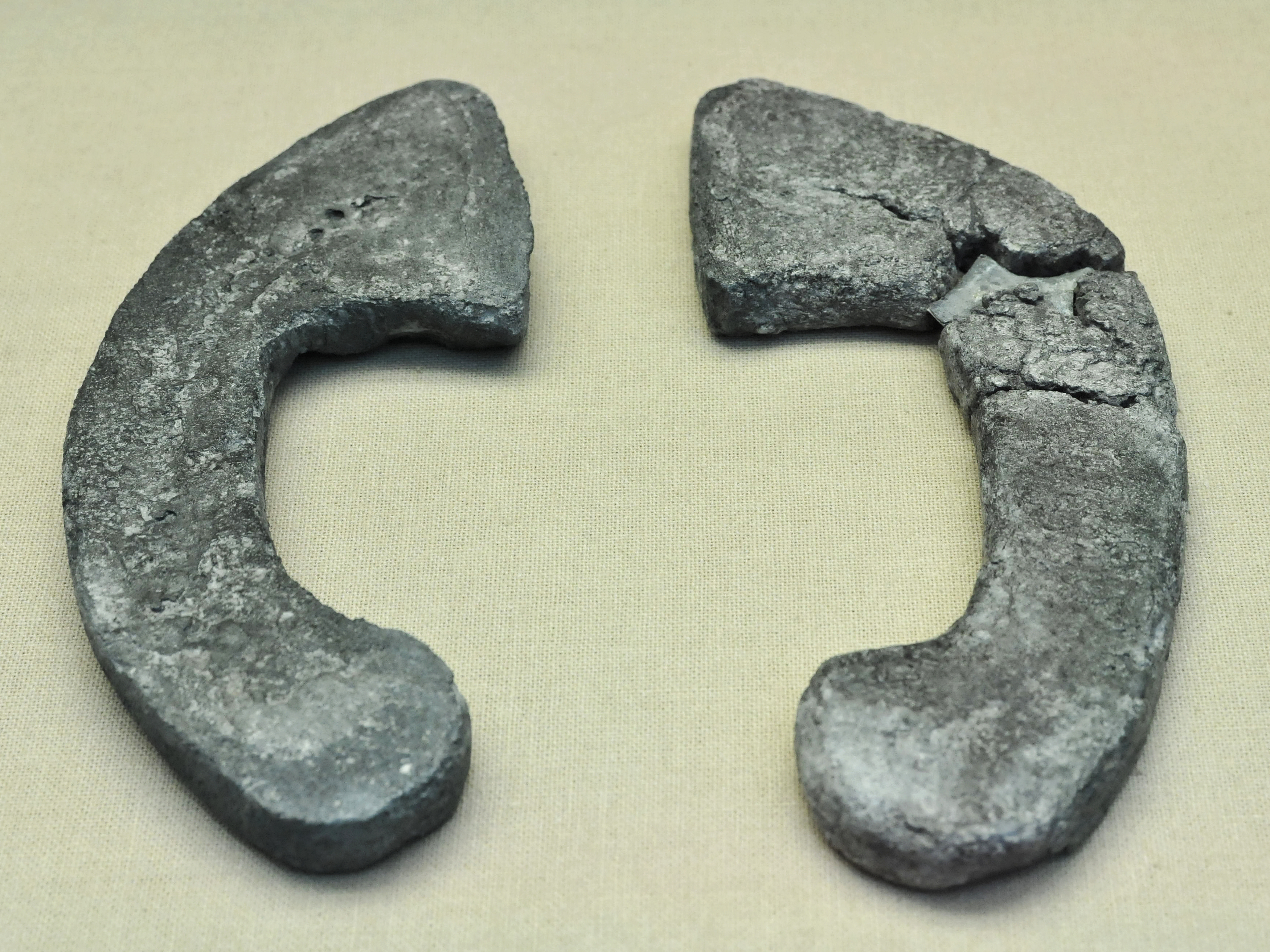
Kolbenförmige Halteres aus Blei

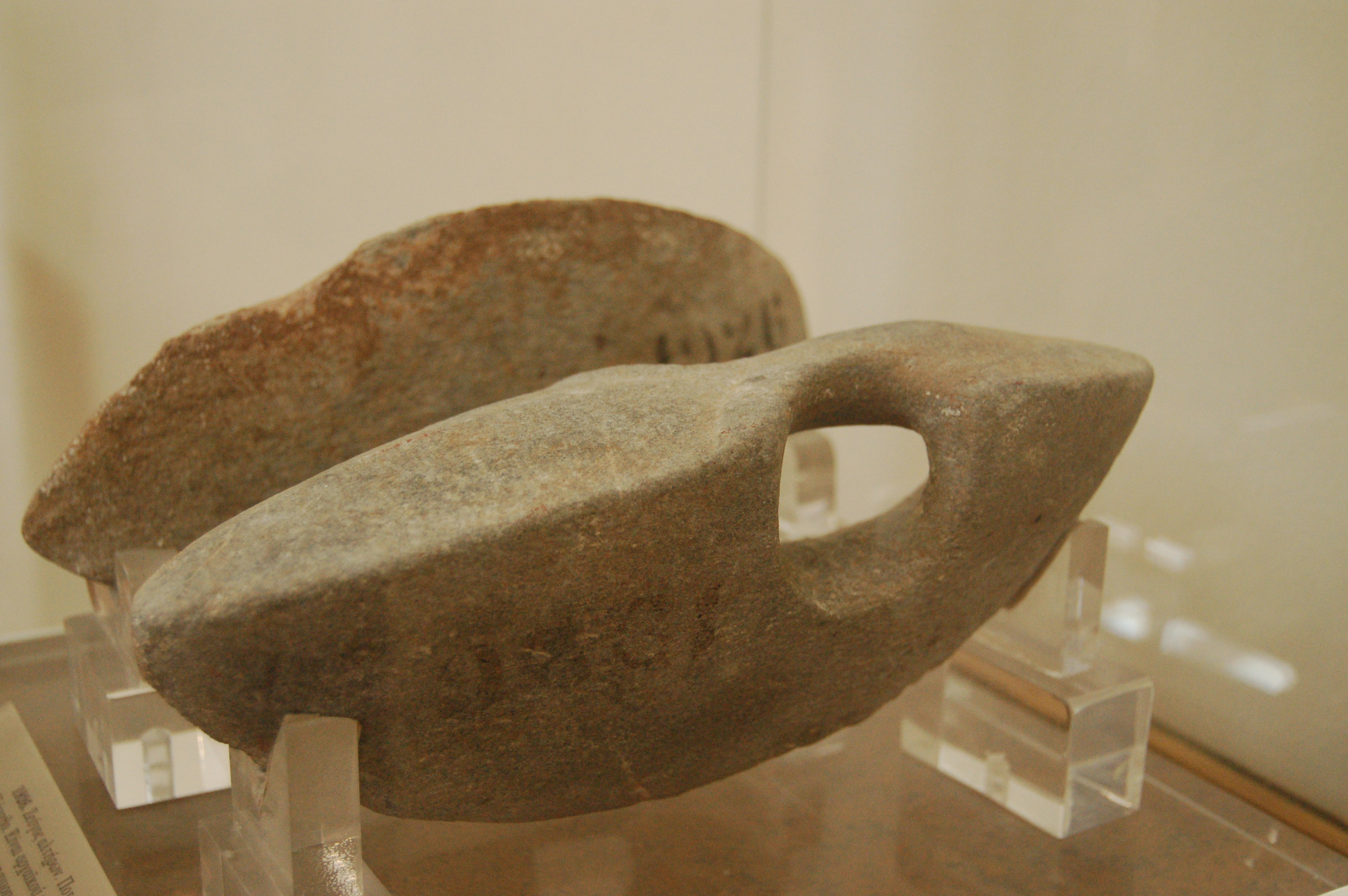
Steinerne Halteres in sphäroider Form mit Daumenlöchern

Kolbenförmige Halteres wurden aus Blei oder Ton gefertigt, wobei es sich bei den tönernen wahrscheinlich ausschließlich um Votivgaben handelt, die nicht zum Einsatz kamen. Die Ausgangsform war ein gebogenes Rechteck mit ungleichen Seiten (Oblongum), dessen Enden zu einer Seite gebogen und an den Enden zu zwei Kolben geformt wurde. Waren die Kolben anfangs noch ungefähr gleich groß, wurden die vorderen Enden später vergrößert, wodurch sich die Schwungkraft beim Sprung erhöhte. Bis etwa 500 v. Chr. scheint diese Form allein, danach mit der sphäroiden zusammen genutzt worden zu sein. Ab dieser Zeit finden sich Darstellungen beider Typen, vereinzelt sogar auf einem einzigen Bild.
Die sphäroide Form ist frühestens durch Darstellungen auf rotfigurigen Vasen nachweisbar, nur wenige aus Stein gefertigte Exemplare sind im Original erhalten. Im Detail sind die erhaltenen Halteres sehr unterschiedlich, alle haben jedoch eine längliche Grundform sowie eine den Fingern der Athleten angepasste Formgebung. Bekannt sind Halteres, die lediglich in der Mitte dünner sind, auf der einen Seite Mulden für die Finger und auf der anderen Seite für den Daumen aufweisen oder auch mit einem Loch für den Daumen versehen sind. Während die Länge durchgängig etwa 25–30 cm beträgt, weisen die erhaltenen Stücke unterschiedliche Gewichte von etwa 2 bis 4,5 kg auf. 
Eine literarische Beschreibung dieser Form findet sich bei Pausanias. Dieser beschreibt eine von Dionysios von Argos geschaffene Statue des personifizierten Wettkampfes Agon, die als Weihegeschenk von Mikythos im Zeusheiligtum Olympia aufgestellt worden war. Agon hält Halteres in den Händen, die als halbkreisförmig beschrieben werden, der Halbkreis ist dabei jedoch mehr elliptisch als kreisförmig. Sie sind so gefertigt, dass die Finger genau hindurchpassen, „wie durch den Griff eines Schildes“.
Von der zylindrischen Form ist nur ein einzelnes Exemplar aus der Römerzeit erhalten. Das Stück ist aus Kalkstein gefertigt und hat Vertiefungen für die Hand, Darstellungen dieses Typs finden sich vereinzelt auf Wandgemälden und Mosaiken. Dass dieser Typ zumindest ab dem 2. Jahrhundert die anderen beiden Typen vollständig verdrängt haben muss, legen mehrere Beschreibungen bei Pausanias nahe, in denen Halteres bei Statuen als altertümlich bezeichnet werden.